# Convidats d'Honor
Convidats d'Honor fou una exposició organitzada en commemoració dels 75 anys de la inauguració del Museu d'Art de Catalunya que va tenir lloc al MNAC de Barcelona entre el 2 de desembre de 2009 i l'11 d'abril de 2010. Aquesta exposició temporal va reunir 75 obres mestres de l'art català pertanyents a col·leccions privades, museus catalans, europeus i americans, i al patrimoni eclesiàstic. La mostra va permetre fer un recorregut per la història de l'art català des de l'edat mitjana fins al segle xx, a partir de peces de gran qualitat artística del Romànic, del Gòtic, del Renaixement, del Barroc, del segle xix i dels tres primers decennis del segle xx. Fou una importantíssima i difícilment repetible selecció d'obres mestres de l'art català. L'exposició va ser organitzada pel Mnac amb la col·laboració de la Sociedad Estatal de Conmemoraciones Culturales i comissariada per Maria Teresa Ocaña, directora del museu, i Cristina Mendoza, subdirectora de col·leccions del Mnac. L'entrada fou gratuïta i es va editar un catàleg en català i un altre en castellà.
De manera excepcional, algunes d'aquestes obres van deixar per primera vegada la seva ubicació habitual en esglésies i catedrals de la geografia catalana per sumar-se a aquesta mostra commemorativa. Un exemple és la Majestat de Beget, una obra cabdal de l'escultura romànica catalana, o el gran retaule gòtic de la Verge de l'Escala de Joan Antigó, de l'església de Sant Cristòfor de Beget i l'església del monestir de Sant Esteve de Banyoles, respectivament. A canvi el museu va portar a terme la restauració de les dues obres.
Així mateix l'exposició va permetre el retorn temporal a Catalunya de peces molt rellevants que, per diversos motius, es troben fora de les fronteres catalanes, com el relleu de Pere Oller del sepulcre del rei Ferran I d'Antequera procedent del monestir de Poblet i avui al Museu del Louvre, una Anunciació de Bernat Martorell del Museu de Belles Arts de Montreal, Mediterránea, d'Arístides Maillol, del Museu d'Orsay o La masovera de Joan Miró del Centre Georges Pompidou, per citar-ne algunes. Igualment d'important és la presència d'obres procedents d'institucions i museus catalans com el brodat de Sant Jordi i la Princesa de la capella del Palau de la Generalitat, el frontal brodat de Jesús i els Evangelistes del Museu Episcopal de Vic, o El venedor de tapissos, de Marià Fortuny i Marsal, provinent del Museu de Montserrat, entre moltes altres.

## Obres exposades
| Obra                                                                 | Autor                                               | Notes | Origen                                                                            | Data                        | Imatge                                      |
| -------------------------------------------------------------------- | --------------------------------------------------- | --- | --------------------------------------------------------------------------------- | --------------------------- | ------------------------------------------- |
| Sant Pau                                                             | Anònim                                              | Pintura mural traspassada a tela                                                                               | Col·lecció privada, Barcelona                                                     | Primera meitat s.XII        |                                             |
| Lavatori de l'església de Sant Esteve d'Andorra                      | Anònim                                              | Pintura mural traspassada a tela                                                                               | Col·lecció Varez Fisa                                                             | cap a 1216-1220             |                                             |
| Capitell de la portada occidental del Monestir de Sant Pere de Rodes | Mestre de Cabestany                                 | Marbre | Museu del Castell de Peralada                                                     | 1160-1163                   | Capitell de Sant Pere de Rodes              |
| Majestat de Beget                                                    | Anònim                                              | Talla de fusta policromada al tremp i relleus de guix.                                                         | Església de Sant Cristòfol de Beget, Camprodon                                    | mitjans s. XII              | Majestat de Beget                           |
| Majestat de la Trinitat o de Bellpuig                                | Anònim                                              | Talla de fusta de noguera i de pi, policromada al tremp                                                        | Església de la Trinitat de Bellpuig, Ajuntament de Bellpuig, Els Aspres, Rosselló | mitjans del s.XII           | Majestat de la Trinitat                     |
| Maria de Taüll                                                       | Anònim                                              | Talla en fusta de perer amb alguna policromia                                                                  | Taüll, Musée de Cluny, París                                                      | 2a meitat del segle xii     |                                             |
| Beatus Liebanensis, Commentarius in Apocalypsim                      | Beat de Torí                                        | Tinta i pintura sobre pergamí amb enquadernació en pell                                                        | Biblioteca Nacional de Torí                                                       | 1r quart del s.XII          |                                             |
| Creu de cristall de roca                                             | Anònim                                              | 18 peces de cristall de roca, ànima de metall recobert de pergamí i coure                                      | Museu del monestir de Sant Joan de les Abadesses                                  | tercer quart del segle xiii |                                             |
| Crist a la creu, anomenat Devot Crist                                | Anònim                                              | Talla en fusta de til·ler i de vern policromada                                                                | Catedral de Sant Joan Baptista, Perpinyà                                          | 1307                        |                                             |
| Usatges i constitucions de Catalunya                                 | Anònim, atribuït a l'anomenat "Mestre de l'Escrivà" | Manuscrit il·luminat, vitel·la. El còdex fou encarregat per la família Montcada i es constitueix de 165 fulls. | Arxiu Municipal de Lleida                                                         | 1321-1341                   | Usatges i constitucions de Catalunya        |
| Escenes de la vida de Sant Bernat                                    | Mestre de la Coronació de Bellpuig                  | Pintura al tremp sobre taula                                                                                   | Museu Episcopal de Vic                                                            | cap a 1340-1360             |                                             |
| Bancal de la vida de Sant Onofre                                     | Francesc Serra?                                     | Pintura sobre fusta                                                                                            | Museu de la Catedral de Barcelona                                                 | cap a 1350-1360             |                                             |
| Sant Carlemany                                                       | Jaume Cascalls                                      | Talla en alabastre policromada                                                                                 | Tresor de la Catedral de Girona                                                   | cap a 1345                  | Sant Carlemany - Pere el Cerimoniós         |
| Frontal de Crist i els evangelistes                                  | Taller de brabançó                                  | Brodat i passamaneria                                                                                          | Procedeix del Monestir de Sant Joan de les Abadesses. Museu Episcopal de Vic      | cap a 1393-1410             |                                             |
| Sant Miquel i Santa Màrtir                                           | Rafael Destorrents                                  | Pintura sobre pergamí                                                                                          | Fundación Lázaro Galdiano, Madrid (inv. 2703 i 4)                                 | cap a 1407                  | Sant Miquel i Santa Màrtir                  |
| Relleu amb la cerimònia de córrer les armes                          | Atribuït a Pere Joan                                | Alabastre policromat                                                                                           | Procedeix de Santa Maria de Poblet, Museu del Louvre                              | 1r quart del s. XV          | Relleu amb la cerimònia de córrer les armes |
| Sant Jordi dempeus matant al drac                                    | Anònim                                              | Argent treballat a forja, a la fosa i cisellat. També hi ha pintura a l'oli al rostre de Sant Jordi.           | Milà, Palau de la Generalitat de Catalunya                                        | cap a 1420-1450             | Sant Jordi dempeus matant al drac           |
| Salteri ferial i Llibre d'Hores                                      | Bernat Martorell i anònim                           | Pintura al tremp sobre vitel·la                                                                                | Arxiu històric de la ciutat de Barcelona (ms. A-398)                              | cap a 1345                  |                                             |
| Frontal de Sant Jordi                                                | Antoni Sadurní                                      | Brodat, tècnica de pintura a l'agulla                                                                          | Palau de la Generalitat de Catalunya                                              | 1450-1451                   | Frontal de Sant Jordi                       |
| Anunciació a la Mare de Déu                                          | Bernat Martorell                                    | Tremp i oli sobre taula                                                                                        | Musée de Beaux Arts de Montréal                                                   | 1445-1452                   | Anunciació de Bernat Martorell              |
| Retaule de la Mare de Déu de l'Escala                                | Joan Antigó i taller                                | Tremp sobre taula                                                                                              | Monestir de Sant Esteve de Banyoles                                               | cap a 1437-1439             | Retaule de la Mare de Déu de l'Escala       |
| Mare de Déu amb el Nen                                               | Anònim                                              | Alabastre | Monestir de Sant Esteve de Banyoles                                               | cap a 1330-1350             | Mare de Déu amb el Nen                      |
| Ploracossos del panteó reial de Poblet                               | Taller de Jaume Cascalls                            | Talla en alabastre                                                                                             | Museu del Louvre                                                                  | cap a 1365-1380             |                                             |
| Crucifixió de Sant Pere                                              | Pere Serra                                          | Tremp sobre taula                                                                                              | Església de Sant Pere de Cubells. Col·lecció particular                           | cap a 1400                  | Crucifixió de Sant Pere                     |
| Negativa de Sant Andreu a fer sacrificis a l'ídol                    | Joan de Burgunya                                    | Oli i tremp sobre taula                                                                                        | col·lecció privada                                                                | cap a 1505-1509             |                                             |
| Flagel·lació de Sant Andreu                                          | Joan de Burgunya                                    | Oli i tremp sobre taula                                                                                        | col·lecció privada                                                                | cap a 1505-1509             |                                             |
| Sant Sebastià                                                        | Damià Forment                                       | Alabastre | Santa Maria de Poblet                                                             | 1527-1529                   |                                             |
| L'apòstol Sant Felip                                                 | Pedro Fernández                                     | Tremp sobre taula                                                                                              | Museo Civico Ala Ponzone, Cremona                                                 | cap a 1519-1521             |                                             |
| L'apòstol Jaume                                                      | Pedro Fernández                                     | Tremp sobre taula                                                                                              | Museo Civico Ala Ponzone, Cremona                                                 | cap a 1519-1521             |                                             |
| Crist de Pietat                                                      | Pedro Fernández                                     | Tremp sobre taula                                                                                              | Museo Civico Ala Ponzone, Cremona                                                 | cap a 1519-1521             |                                             |
| Sant Francesc abraçant al Crist                                      | Francesc Ribalta                                    | Oli sobre tela                                                                                                 | Museu de Belles Arts de València                                                  | cap a 1620                  | Sant Francesc abraçant al Crist             |
| Autoretrat anomenat del portamines                                   | Jacint Rigau                                        | Oli sobre tela                                                                                                 | Musée National du Château et des Trianons, Versalles                              | cap a 1711                  | Autoretrat anomenat del portamines          |
| Batalla de Covadonga                                                 | Carles Salas Viraseca i Manuel Bergaz               | Marbre de Badajoz                                                                                              | Museu del Prado                                                                   | 1758                        | Batalla de Covadonga                        |
| Jesús entre els doctors                                              | Antoni Viladomat                                    | Oli sobre tela                                                                                                 | Museu de Montserrat                                                               | cap a 1720-1740             | Jesús entre els doctors                     |
| Lucrècia                                                             | Damià Campeny                                       | Marbre | Cambra de Comerç de Barcelona                                                     | 1803                        | Lucrècia                                    |
| Retrat de Pere Gil i Babot                                           | Vicenç Rodés i Aries                                | Pastel | Col·lecció Vicent Gil Nebot                                                       | cap a 1825                  |                                             |
| Retrat de Cavaller                                                   | Vicenç Rodés i Aries                                | Pastel | Museu de Belles Arts Gravina, Alacant                                             | 1835                        |                                             |
| El santó Darcagüey                                                   | Josep Tapiró i Baró                                 | Aquarel·la sobre paper                                                                                         | Col·lecció particular                                                             | Cap a 1890-1900             | El santó Darcagüey                          |
| Retrat de santó                                                      | Josep Tapiró i Baró                                 | Aquarel·la sobre paper                                                                                         | Col·lecció particular                                                             | Cap a 1890-1900             | Retrat de santó                             |
| El venedor de tapissos                                               | Marià Fortuny                                       | Aquarel·la | Museu de Montserrat                                                               | 1870                        | El venedor de tapissos                      |
| Retrat del pintor Ramon Tusquets                                     | Ramon Martí i Alsina                                | Oli sobre tela                                                                                                 | Museu de Montserrat                                                               | cap a 1867                  | Retrat del pintor Ramon Tusquets            |
| Jardí senyorial (Raixa)                                              | Santiago Rusiñol                                    | Oli sobre tela                                                                                                 | Col·lecció particular                                                             | 1902                        | Jardí senyorial (Raixa)                     |
| Vista de l'Aleixar                                                   | Joaquim Mir                                         | Oli sobre tela                                                                                                 | Col·lecció privada                                                                | 1907-10                     | Vista de l'Aleixar                          |
| Eclosió                                                              | Miquel Blay                                         | Marbre | Museu de la Garrotxa                                                              | 1905                        |                                             |
| Tocador                                                              | Antoni Gaudí                                        | Fusta, llautó i vidre                                                                                          | Família Güell                                                                     | cap a 1889                  | Tocador                                     |
| En quin punt del cel et trobaré i sense títol                        | Joan Vilatobà                                       | Conjunt de sis Fotografies en gelatina de plata i virats                                                       | Col·lecció Isabel Vilatobà                                                        | cap a 1903-1910             |                                             |
| Autoretrat                                                           | Francesc Gimeno i Arasa                             | Carbonet | Col·lecció Artur Ramon, Barcelona                                                 | 1916-1917                   | Autoretrat de Francesc Gimeno               |
| Retrat de Rusiñol                                                    | Pablo Picasso                                       | Carbonet i aquarel·la sobre paper                                                                              | Col·lecció Carmen Godia, Barcelona                                                | 1900                        |                                             |
| L'espera                                                             | Pablo Picasso                                       | Oli sobre cartró                                                                                               | Museu Picasso de Barcelona                                                        | 1901                        |                                             |
| Gitana                                                               | Isidre Nonell                                       | Oli sobre tela                                                                                                 | Col·lecció particular                                                             | 1902                        |                                             |
| Toros o A l'estiu, tota cuca viu                                     | Ramon Casas                                         | Oli sobre tela                                                                                                 | Mnac, Barcelona                                                                   | 1886                        |                                             |
| Al circ de Medrano                                                   | Joaquim Sunyer                                      | Pastel sobre paper                                                                                             | Col·lecció Eusebi Isern Dalmau                                                    | 1905                        |                                             |
| Dues gitanes                                                         | Isidre Nonell                                       | Llapis conté i aquarel·la sobre paper                                                                          | Col·lecció particular                                                             | 1902                        | Dues gitanes                                |
| Mediterrània                                                         | Arístides Maillol                                   | Marbre | Museu d'Orsay, París                                                              | 1905-1923                   |                                             |
| La primavera                                                         | Joaquim Sunyer                                      | Oli sobre tela                                                                                                 | Col·lecció particular                                                             | 1915                        |                                             |
| Tors de dona                                                         | Manolo Hugué                                        | Relleu en pedra                                                                                                | Galerie Louise Leiris, Paris                                                      | 1922                        |                                             |
| Le tonkinois (El tonquinès)                                          | Josep de Togores                                    | Oli sobre tela                                                                                                 | Col·lecció particular                                                             | 1921                        |                                             |
| La Terra o L'Edat d'Or de la humanitat                               | Joaquim Torres-Garcia                               | Fresc mural traspassat                                                                                         | Palau de la Generalitat de Catalunya, Sala Torres-Garcia                          | cap a 1915                  | La Terra o L'Edat d'Or de la humanitat      |
| Retrat de Maria Carbona                                              | Salvador Dalí                                       | Oli sobre cartró                                                                                               | Musée de Beaux-arts de Montreal                                                   | 1925                        |                                             |
| Cap                                                                  | Fidel Aguilar                                       | Pedra de Girona                                                                                                | Col·lecció privada, Girona                                                        | 1916                        |                                             |
| Les ombres de la nit que cau                                         | Salvador Dalí                                       | Oli sobre tela                                                                                                 | The Salvador Dali Museum, St Petersburg Florida                                   | 1931                        |                                             |
| Prades. El Poble                                                     | Joan Miró                                           | Oli sobre tela                                                                                                 | The Solomon R.Guggenheim Museum, Nova York                                        | 1917                        |                                             |
| Retrat de Vicenç Nubiola                                             | Joan Miró                                           | Oli sobre tela                                                                                                 | Museu Folkwang, Essen                                                             | 1917                        |                                             |
| Interior (La Masovera)                                               | Joan Miró                                           | Oli sobre tela                                                                                                 | Centre Georges Pompidou, París                                                    | 1922-1923                   |                                             |
| El profeta                                                           | Pablo Gargallo                                      | Bronze | Centre Georges Pompidou, París                                                    | 1933                        |                                             |
| Ballarina despentinada                                               | Juli González                                       | Ferro forjat i soldat                                                                                          | Musée de Beaux-Arts de Nantes                                                     | 1935                        |                                             |

## Activitats paral·leles
Mentres va durar l'exposició, es van organitzar tot un seguit d'activitats parareles, com xerrades, visites guiades o conferències, on es van analitzar en detall algunes de les obres exposades gràcies a les aportacions d'experts historiadors i conservadors com Mercè Doñate, responsable de la secció d'art modern del Mnac, Joan Yeguas, Jordi Camps, Francesc M. Quílez, Margarita Cuyàs, Manuel Castiñeiras, conservadors en cap de diferents seccions del Mnac, o Maria Teresa Ocaña, directora del museu i co-comissaria de l'exposició. Una altra de les iniciatives fou un taller sobre pintura mural arrencada que va tenir lloc durant el mes de gener de 2010. També es van organitzar activitats infantils aprofitant la iniciativa Una mà de contes.

## Nit de celebració
L'exposició va realitzar una festa com a acte central de la celebració el 18 de desembre de 2009, amb la banda Rino Dixie Band actuant a la sala Oval del Palau Nacional.